# ヴァレリアン&ロールリンヌ
『ヴァレリアン＆ロールリンヌ』（または『ヴァレリアンとローレリン』）(Valérian et Laureline・en:Valérian and Laureline) はピエール・クリスティンとジャン＝クロード・メジエールによって製作されたフランスのSF漫画。1967年、ピロテ誌で連載開始し、2010年に最終回を迎えた。全21巻と短編小説、百科事典が出版されている。20以上の言語で翻訳出版されている。スペースオペラの原典やSF漫画の金字塔とも謳われ、スターウォーズシリーズに影響を与えたと言われている。
2007年にアニメ化、2017年に映画化されている。

## 原作漫画
時代背景は28世紀。

### 登場種族
ヴァレリアン
主人公の一人。男性。
ローレリン
主人公の一人。女性。

## 映像化作品

### アニメ
en:Time Jam: Valerian & Laureline
- 2007年：『Time Jam:Valerian & Laureline』の題でアニメ化された[6][7]。日本語・フランス語テレビアニメシリーズ。フランスのバンド・デシネシリーズをベースにしたもの。日本語版の監督は佐藤英一、フランス語版の監督はPhilippe Vidal、英語版の監督は高橋栄一とJohn Ledford。

### 実写映画
2017年に『ヴァレリアン 千の惑星の救世主』として実写映画化された。監督はリュック・ベッソン。